# أليكساندرو قايا
أليكساندرو قايا (بالرومانية: Alexandru Caia)‏ هو لاعب كرة قدم روماني في مركز الهجوم، ولد في 10 أبريل 2003 في بوتوشاني في رومانيا. لعب مع نادي بوتوشاني.

## وصلات خارجية
- أليكساندرو قايا على موقع قاعدة بيانات كرة القدم.إي يو (الإنجليزية)
- أليكساندرو قايا على موقع Soccerway.com (الإنجليزية)